# Крикунов Євген Олександрович
Євге́н Олекса́ндрович Крикуно́в (13 січня 1983 — 4 грудня 2015) — солдат Збройних сил України, учасник російсько-української війни.

## Життєпис
Народився 1983 року в місті Дніпропетровськ, де закінчив загальноосвітню школу, одружився та проживав.
У часі війни мобілізований до лав Збройних Сил України, снайпер 57-ї окремої мотопіхотної бригади, солдат, псевдо «Сусід».
4 грудня 2015 року загинув від осколкового поранення під час обстрілу позицій бригади поблизу села Зайцеве Артемівського району Донецької області. Тоді ж загинув старший солдат Віктор Мельник.
Похований на Краснопільському кладовищі Дніпропетровська.
Без Євгена лишились дружина та син.

## Нагороди та вшанування
За особисту мужність, сумлінне та бездоганне служіння Українському народові, зразкове виконання військового обов'язку відзначений — нагороджений
- орденом «За мужність» ІІІ ступеня (16.11.2016, посмертно)[1]
- відзнакою «За службу державі».